# اچ‌ام‌اس اسپارک (پی۲۳۶)
اچ‌ام‌اس اسپارک (پی۲۳۶) (به انگلیسی: HMS Spark (P236)) یک زیردریایی بود که طول آن ۲۱۷ فوت (۶۶ متر) بود. این زیردریایی در سال ۱۹۴۳ ساخته شد.